# Chip Hooper
Chip Hooper (n, 24 de octubre de 1958) es un jugador estadounidense de tenis. En su carrera llegó a 2 finales ATP de individuales y 5 torneos ATP de dobles. Su mejor posición en el ranking de individuales fue el Nº17 en abril de 1982. En 1982 llegó a la cuarta ronda de Roland Garros.